# Guerra Civil Canibal
Guerra Civil Canibal é um EP da banda de Hardcore e Crossover thrash Ratos de Porão
| N.º | Título                                  | Duração |  |
| 1.  | "Obesidade Mórbida Constitucional"      |         |  |
| 2.  | "Toma Trouxa"                           |         |  |
| 3.  | "Guerra Civil Canibal"                  |         |  |
| 4.  | "Fire to Burn (Half Japanese cover)"    |         |  |
| 5.  | "Biotech Is Godzilla (Sepultura cover)" |         |  |
| 6.  | "A Cola"                                |         |  |
| 7.  | "Kill the Varukers"                     |         |  |